# Mrljane
Mrljane (olaszul: Merliane) falu Horvátországban Zára megyében. Közigazgatásilag Pašmanhoz tartozik.

## Fekvése
Zárától légvonalban 20 km-re délkeletre, községközpontjától 3 km-re északnyugatra, Pašman szigetének középső részén fekszik. A közeli dombokról nagyszerű kilátás nyílik a Pašmani-csatornára és környékére.

## Története
A 199 méteres Semić nevű magaslat alatt már az ókorban is volt település. Területe a sziget többi részével együtt a 15. századtól a Velencei Köztársasághoz tartozott. A 18. század végén Napóleon megszüntette a Velencei Köztársaságot. 1797 és 1805 között Habsburg uralom alá került, majd az egész Dalmáciával együtt a Francia Császárság része lett. 1815-ben a bécsi kongresszus újra Ausztriának adta, amely a Dalmát Királyság részeként Zárából igazgatta 1918-ig. A településnek 1857-ben 101, 1910-ben 224 lakosa volt. Az első világháborút követően előbb a Szerb-Horvát-Szlovén Királyság, majd Jugoszlávia része lett. Az utóbbi évtizedekben egyre inkább a tengerparton terjeszkedik. A falunak 2011-ben 249 lakosa volt, akik hagyományosan mezőgazdasággal és halászattal, valamint újabban turizmussal foglalkoznak. Homokos strandjai főként a nyugalmat szeretőknek adnak alkalmat a pihenésre.

## Lakosság
| Lakosság változása | Lakosság változása | Lakosság változása | Lakosság változása | Lakosság változása | Lakosság változása | Lakosság változása | Lakosság változása | Lakosság változása | Lakosság változása | Lakosság változása | Lakosság változása | Lakosság változása | Lakosság változása | Lakosság változása | Lakosság változása |
| ------------------ | ------------------ | ------------------ | ------------------ | ------------------ | ------------------ | ------------------ | ------------------ | ------------------ | ------------------ | ------------------ | ------------------ | ------------------ | ------------------ | ------------------ | ------------------ |
| 1857               | 1869               | 1880               | 1890               | 1900               | 1910               | 1921               | 1931               | 1948               | 1953               | 1961               | 1971               | 1981               | 1991               | 2001               | 2011               |
| 101                | 0                  | 119                | 118                | 111                | 224                | 261                | 286                | 395                | 368                | 316                | 264                | 202                | 311                | 224                | 249                |

## Nevezetességei
- Páduai Szent Antal tiszteletére szentelt temploma[4] valószínűleg a 18. század közepén épült. Az oromfalon lévő harangdúcon az 1762-es évszám szerepel. 1874-ben megújították. A templom 13 méter hosszú és 7,5 méter széles épület. A templom az 1950-es évekre teljesen tönkrement, ekkor a templomot mintegy 1 méterrel megemelték, a félköríves ablakokat befalaztak, és északra sekrestyével bővítették. A templomban egy barokk oltár található a névadó Szent Antal tiszteletére szentelve, oltárképe a „Páduai Szent Antal csodája” címet viseli (olaj, vászon, 244 x 140 cm, 17. század) és P-5714 számon külön védelem alatt áll. A festmény mestere nem ismert, de közel áll Francesco Minorella (1626-1657) padovai festő alkotásaihoz, és a szent egyik csodáját ábrázolja, melyben a fösvény szívéről prédikál.
- Új Szent Jeromos templomát 2013. szeptember 30-án szentelte fel Želimir Puljić zárai érsek. A templom 2009 és 2013 között épült. A szomszédos Neviđane plébániájához tartozik.